# Кэлхаун, Ли
Ли Квинси Кэлхаун (англ. Lee Quincy Calhoun; 23 февраля 1933, Лорел, Миссисипи — 21 июня 1989, Эри, Пенсильвания) — американский легкоатлет (барьерный бег), чемпион двух летних Олимпиад, олимпийский и мировой рекордсмен.

## Биография
На летних Олимпийских играх 1956 года в Мельбурне Кэлхаун выступал в беге на 110 метров с барьерами и преодолел дистанцию за 13,5 секунды, установив личный и олимпийский рекорд и опередив двух своих соотечественников — американцев Джека Дэвиса (13,5 с) и Джоэла Шенкла (14,1 с).
В 1959 году Кэлхаун стал серебряным призёром Панамериканских игр в Чикаго с результатом 13,7 секунды. 21 августа 1960 года на соревнованиях в Берне (Швейцария) Кэлхаун установил мировой рекорд — 13,2 секунды.
На следующей Олимпиаде в Риме Кэлхаун на этой же дистанции снова стал олимпийским чемпионом с результатом 13,8 секунды. При этом весь пьедестал снова заняли представители США: вторым стал Вилли Мэй (13,8 с), а третьим — Хейс Джонс (14,0 с).
В 1974 году он был избран в Национальный зал славы легкой атлетики США.